# Hohlzirkel
Der Hohlzirkel, Lochzirkel oder Lochtaster ist ein Werkzeug zur Messung des Innendurchmessers von Hohlkörpern.
Ein Hohlzirkel besteht aus zwei mit einem Gelenk verbundenen Schenkeln mit nach außen gebogenen Enden und entspricht damit weitgehend dem Aufbau eines normalen Zirkels.
Alternativ kann zur Innenmessung ein Greifzirkel mit einem Scharnier benutzt werden, indem dessen Schenkel so gedreht werden, dass sie nach außen zeigen.
Ein kleiner, mit einem Außentaster kombinierter Hohlzirkel, oft mit einer Justierschraube genau einstellbar, wird Tanzmeister genannt. Er wird insbesondere von Uhrmachern benutzt.